# Norstedts förlag
För andra betydelser, se Norstedt.

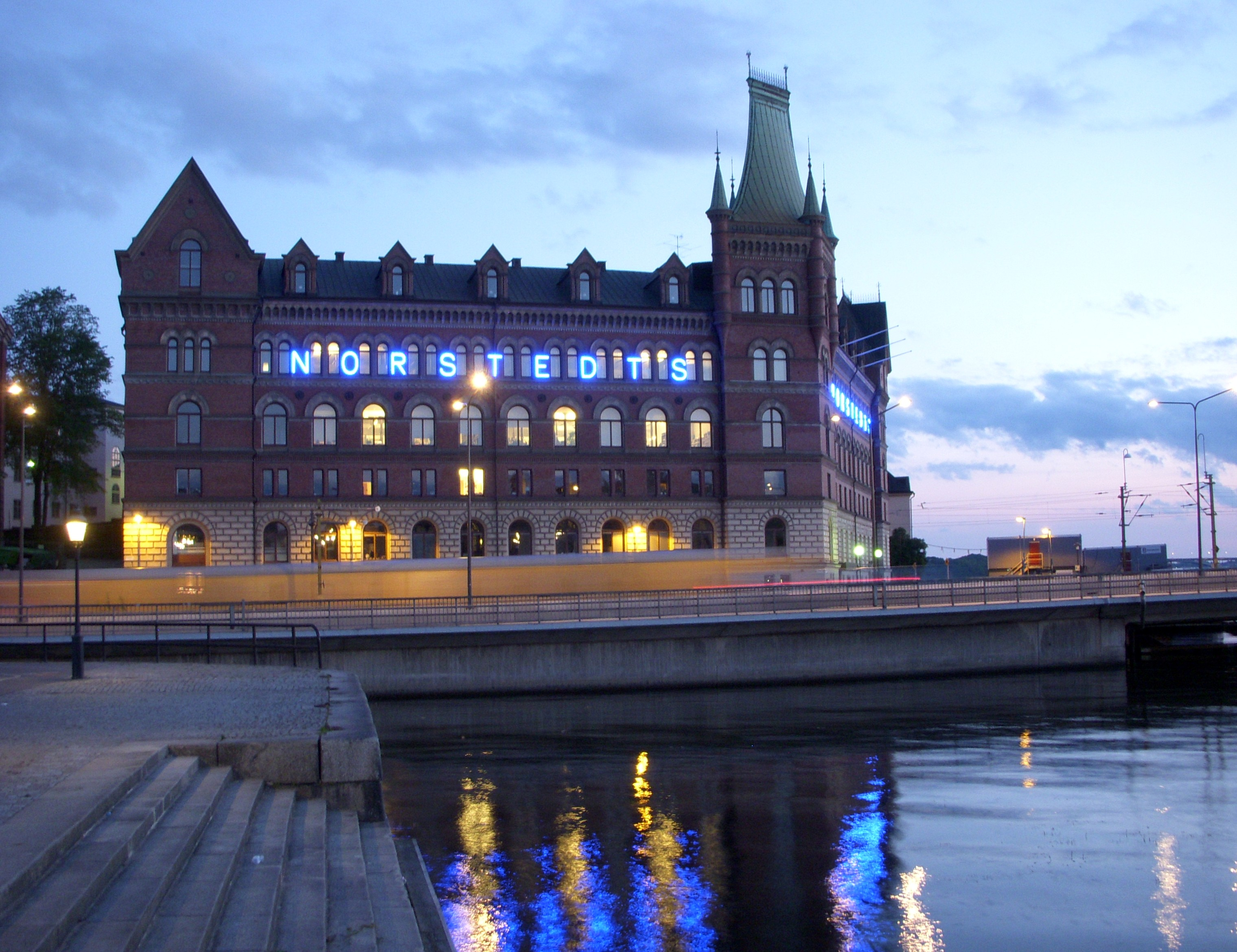
Norstedtshuset på Riddarholmen i centrala Stockholm.

Norstedts förlag är ett svenskt bokförlag och det namngivande förlaget i Norstedts Förlagsgrupp. Norstedts förlag är Sveriges äldsta ännu verksamma bokförlag och ett av Sveriges största. Det grundades år 1823 av Per Adolf Norstedt under namnet P. A. Norstedt & Söner.

## Historia
Förlaget startade genom att Per Adolf Norstedt köpte upp J. P. Lindhs änkas tryckeri 1821; detta tryckeri hade rötter i Kungliga Tryckeriet som grundats 1526. 1823 upptog han sina söner Carl och Adolf Norstedt i förlaget, och företaget antog då namnet P. A. Norstedt & Söner. 1833 blev det kungligt boktryckeri.
Då ingen av sönerna fick några arvingar, övergick rörelsen till brorsdottern Emilia Norstedt, gift med grosshandlaren Gustaf Philip Laurin (1808–1859). Efter dennes bortgång fördes verksamheten vidare genom sönerna Gösta Laurin (1836–1879), Carl Laurin (1840–1917) och Albert Laurin (1842–1878). Carl Laurin, som var civilingenjör, utvecklade tekniken inom sätteriet och tryckeriet på Norstedt och var dessutom ekonomidirektör i företaget. Förlaget ombildades 1879 till aktiebolag.

## Bokklubbar
- helägda (Norstedts Bokklubbar)
  - Böckernas Klubb (1988, varierat utbud)
  - Barnens Bokklubb (1977, tre delklubbar för olika läsaråldrar, tidigare delägt tillsammans med Bokförlaget Opal)
- tidigare, nu avyttrade eller avvecklade
  - Månadens Bok (1973, varierat utbud från flera förlag, Sveriges största månadsbokklubb)
  - Clio (1987, historia, utdelar Cliopriset, sålt till Bokförlaget Atlantis AB)
  - Nautiska Bokklubben (1991, båtliv)